# Anaxibia (Tochter des Pleisthenes)
Anaxibia (altgriechisch Ἀναξίβια Anaxíbia) war in der griechischen Mythologie eine Schwester des Agamemnon und des Menelaos.
Anaxibia war eine Tochter des Pleisthenes und der Kleolla oder der Eriphyle.  Sie heiratete den König Strophios von Phokis, mit dem sie den Sohn Pylades hatte.